# 汉斯·路德
汉斯·路德（德語：Hans Luther，1879年3月10日—1962年5月11日）德国政治家，担任魏玛共和国总理482天。

## 生平
汉斯·路德出生于柏林，1907年开始从政，成为马格德堡镇议会议员。1913年任德国城市协会秘书，1918年任埃森市长，1922年12月开始任威廉·库诺和威廉·马克思政府的食品和农业部长，1925年，他被任命为德国总理。1925年2月在弗里德里希·艾伯特总统去世后还短暂代理国家元首。
1930年，汉斯·路德担任德国国家银行总裁，不久之后他被任命为德国驻美国大使（1933年到1937年），任期结束后退休。
1933年，路德曾在哥伦比亚大学校园发表演讲，强调希特勒的“和平意图”。哥伦比亚校长尼古拉斯·默里·巴特勒拒绝了学生取消邀请的申诉，认为请求“狭隘”，不符合学术自由。
第二次世界大战之后，路德重新成为一名新政府顾问。1962年在杜塞尔多夫去世。

## 第一届内阁, 1925年1月 - 12月
- 汉斯·路德, 总理
- 古斯塔夫·施特雷泽曼 (DVP), 外交部长
- 马丁·施勒（Martin Schiele） (DNVP), 内政部长
- 奥托·冯·施列本（Otto von Schlieben） (DNVP), 财政部长
- 阿尔伯特·纽豪斯（Albert Neuhaus） (DNVP), 经济部长
- 海因里希·布劳恩斯（Heinrich Brauns） (Z), 劳工部长
- 约瑟夫·弗伦肯（Josef Frenken） (Z), 司法部长
- 奥托·格斯勒（Otto Gessler） (DDP), 国防部长
- 卡尔·斯廷格尔（Karl Stingl） (BVP), 邮政部长
- 鲁道夫·科隆（Rudolf Krohne） (DVP), 交通运输部长
- 格哈德·格拉夫·冯·卡尼茨（Gerhard Graf von Kanitz）, 食品部长

更换
- 1925年10月26日 – 施勒、施列本和纽豪斯辞职。
- 1925年11月21日– 弗伦肯辞职。

## 第二届内阁 (1926年1月 - 5月)
- 汉斯·路德, 总理
- 古斯塔夫·施特雷泽曼 (DVP), 外交部长
- 威廉·库尔茨（Wilhelm Külz） (DDP), 内政部长
- 彼得·莱因霍尔德（Peter Reinhold） (DDP), 财政部长
- 朱利叶斯·库尔修斯（Julius Curtius） (DVP), 经济部长
- 海因里希·布劳恩斯 (Z), 劳工部长
- 威廉·马克思 (Z), 司法部长
- 奥托·格斯勒 (DDP), 国防部长
- 卡尔·斯廷格尔 (BVP), 邮政部长
- 鲁道夫·科隆 (DVP), 交通运输部长
- 海因里希·哈斯林德（Heinrich Haslinde） (Z), 食品部长

## 延伸阅读
- Clingan, C. Edmund. . Lexington Books. 2010.

| 官衔                     | 官衔                                      | 官衔                   |
| ------------------------ | ----------------------------------------- | ---------------------- |
| 前任： 威廉·马克思       | 魏玛共和国总理 1925–1926                  | 繼任： 威廉·马克思     |
| 前任： 弗里德里希·艾伯特 | 代理德国总统 1925年2月28日- 1925年3月12日 | 繼任： 沃尔特·西蒙斯 ' |